# John Heslop-Harrison
John "Jack" Heslop-Harrison FRS FAAAS ( Middlesbrough, 10 de febrero de 1920 - 7 de mayo de 1998) fue un botánico, y militar británico.

## Biografía
Natural de Middlesbrough, de John William Heslop-Harrison y su esposa Christian Henderson, el último de tres hijos. Poco después de su nacimiento, su padre, era profesor en Middlesbrough High School, aceptando un puesto en la Universidad de Durham como conferencista en zoología, y con su familia se mudó a Birtley, la localidad natal de sus padres. Durante siete años la familia vivió en una pequeña cabaña de madera usada antes para albergar refugiados de la Primera Guerra Mundial hasta que el padre de Jack, tras su ascenso a profesor de Botánica, se sintió lo suficientemente rico como para comprar su propia casa.
Cuando tenía cuatro años asistió a la Escuela Infantil Elizabethville, pasando posteriormente a la Escuela Primaria Elizabethville hasta que tenía 11 años, cuando fue aceptado en la Escuela Secundaria de Chester-le-Street. Completó el certificado Exámenes Escuela Superior en 1938, marcando muy en química y física, pero no lo suficiente en matemática para ganar la beca de Estado que necesitaba para ir a las universidades de Oxford o Cambridge. Tomó el examen de Becas del King's College, mas no suficiente bien en química para entrar. Después de regresar de unas vacaciones en Rùm se encontró con que uno de los niños por encima de él había abandonado, y ahora era aplicable para una beca de £ 60 al año para asistir a Colegio del Rey, Newcastle, lo que hizo en octubre de 1938 para estudiar química, zoología y botánica.

### Vida universitaria
En la universidad fue instruido por Meirion Thomas y Kathleen B Blackburn, quien había sido un colaborador de su padre. También se reunió con Yolande Massey, su futura esposa; tomaron los mismos cursos y con frecuencia competían por la máxima puntuación La ciudad sufrió bombardeos irregulares durante la Segunda Guerra Mundial, una de las cuales ocurrió durante una de sus exámenes finales, lo que obligó a detener e ir a la túneles de servicio que utilizan como refugio antiaéreo. con el tiempo se graduó con honores de primera clase, al igual que Yolande.

## Real jardín botánico de Kew
En 1970, le ofrecieron formalmente el cargo de Director de la Real jardín botánico de Kew, una posición muy preciada. Pasó un año como "director designado" sin funciones oficiales o pago y pasó gran parte de este tiempo investigando por su posición, lo que significa que en el momento en que fue nombrado oficialmente tenía una idea clara de la dirección que quería tomar los jardines. En 1974, pronunció una Conferencia Croonian de la Royal Society, y su presentación fue bien recibida. Hizo grandes cambios en la forma en que funcionaba el instituto, pero chocó con el gobierno, que financió el instituto, y finalmente renunció en 1976, siendo el primer director en hacerlo desde que se creó el puesto en 1822.

### Familia
Padre del botánico John William Heslop-Harrison que se convirtió en director de la Real jardín botánico de Kew en 1970. Su nieta Helena se casó con el botánico William Andrew Clark.

## Algunas publicaciones
- Heslop-Harrison J, Heslop-Harrison Y. 1997. Intracellular motility and the evolution of the actin cytoskeleton during development of the male gametophyte of wheat (Triticum aestivum L.) Phil Trans R Soc Lond B 352: 1985-1993.
- Heslop-Harrison J. 1998. Pollen biotechnology for crop production and improvement. Revisión de ensayos de libros de K.R. Shivanna & V.K. Sawhney. Ann.Bot. 81: 681-685.
- Heslop-Harrison J, Heslop-Harrison JS, Heslop-Harrison Y. 1999. The structure and prophylactic role of the angiosperm embryo sac and its associated tissues: Zea mays as a model. Protoplasma 209: 256–272.

## Reconocimientos

### Galardones
- Royal Society[1]